# Левин, Альтер
Альтер Исаак Левин (ивр. אלתר יצחק לוין‎, 4 января 1883, Минск — 4 октября 1933, Иерусалим), также известный под псевдонимом Асаф ха-Леви (ивр. אסף הלוי‎), — ивритоязычный писатель и поэт.
Родился в Минске. Иммигрировал в Османский Иерусалим (позже Подмандатная Палестина) в 1891 году, обучался там в ешиве Эц Хаим. Во время Первой мировой войны вёл шпионаж в пользу Великобритании. 
Левин покончил жизнь самоубийством в 1933 году. Его конец был внезапным и трагичным: накануне Суккота 5694 года (4 октября 1933 года) его нашли повешенным в своём доме в районе Ромема в Иерусалиме, без какого-либо письма или объяснения. Тайна его смерти так и не была раскрыта. Некоторые утверждали, что он покончил жизнь самоубийством от горя из-за смерти старшей дочери. По другой версии, десять лет назад он впал в финансовые долги из-за азартных игр или плохих инвестиций, но эти утверждения так и не были доказаны. Его похоронили на еврейском кладбище на Елеонской горе.

## Публикации
- Megillat Kedem le-Asaf ha-Levi Ish Yerushalayim :  [иврит]. — Jerusalem : Hotsaʼat Dekel, 1920.
- Shirei Am :  [иврит]. — Jerusalem : Defus Aḥdut, 1920.